# Akacuki
Az Akacuki (japánul hajnal, korábbi nevein Planet-C vagy Venus Climate Orbiter, VCO, angolos írásmóddal: Akatsuki) a Vénusz kutatására indított japán űrszonda. 2010. május 20-án indult, 2010 decemberében kellett volna pályára állnia a Vénusz körül és elkezdenie a kétéves tudományos küldetést, de a hajtómű hibája miatt nem sikerült a pályára állás. A szondát csökkentett üzemmódban hagyták, hogy az eredetileg tervezett 4-5 éves élettartamát minél jobban meghosszabbítsák. A pozicionáló hajtóművek működtetésével a szonda röppályáját módosították, így  2015. december 7-én alternatív pályára állt a Vénusz körül.
A szonda infravörös, ultraviola  és látható színképben fényképezi a felszínt, villámok és felszíni vulkanizmus után kutat. Vele együtt állították pályára a Negai CubeSat (Soka University of Japan), WASEDA-SAT2 (Waseda University), KSAT (Kagoshima University), UNITEC-1 (Japanese University Space Engineering Consortium) műholdakat és az IKAROS napvitorlást is, ami a felbocsátás után 43 perccel önálló pályára tért.

## Műszerei
- Ultraviolet Imager (UVI): ultraibolya tartományban működő kamera
- Longwave Infrared Camera (LIR): távoli infravörösben működő kamera
- 1-μm camera (IR1): 1 mikrométeres tartományban működő kamera
- 2-μm camera (IR2): 2 mikrométeres tartományban működő kamera
- Radio Science Experiment (RS): Rádiótechnikai kísérlet